# Токарев, Аверий Матвеевич
Аверий Матвеевич Токарев (1918—1997) — советский чувашский музыкант, композитор, также педагог.
Член Союза композиторов СССР с 1947 года. Автор балета «Сарпике», пяти симфоний, трех сюит, двух увертюр, «Симфонических танцев», симфонической сказки «Сармантей», мюзикла «Тури Вылта туй сикет», а также концертов для виолончели, кларнета, трубы, фортепиано, валторны с оркестром. Им также написано множество инструментальных пьес и песенно-хоровая музыка.

## Биография
Родился 14 апреля 1918 года в крестьянской семье в деревне Кашмаши Козьмодемьянского уезда Казанской губернии, ныне Моргаушского района Чувашии.
В детстве испытывал влечение к музыке — играл на балалайке и гуслях. Окончив семь классов, работал в родном колхозе. В 1935 году поступил в Чувашское музыкальное училище. Будучи студентом, с 1936 года являлся участником Чувашского симфонического оркестра. В 1941 году окончил Чувашский музыкальный техникум по классу контрабас имени С. И. Борисова. В 1942 году Аверий Токарев был призван в Красную армию, службу проходил руководителем духового оркестра.
В 1946 году Токарев окончил Высшее училище военных капельмейстеров Красной армии (ныне Военный институт (военных дирижёров)). В этом же году вернулся в Чебоксары и стал участником Чувашского симфонического оркестра в должности музыканта-контрабасиста. В 1952—1957 годах являлся уполномоченным Музыкального фонда СССР по Чувашской АССР, в 1959—1967 годах — артистом оркестра Чувашского музыкального театра.
В качестве педагога, А. М. Токарев работал преподавателем Чебоксарского музыкального училища (1946—1967) и Детской музыкальной школы им. С. М. Максимова (1967—1978). В 1962—1965 годах преподавал в Чувашском государственном педагогическом институте (ныне Чувашский государственный педагогический университет имени И. Я. Яковлева).
В 1978 году вышел на пенсию. Проживал в Чебоксарах, где и умер 8 февраля 1997 года. Был похоронен на городском кладбище № 5.

## Награды
За заслуги в области музыкального искусства Аверий Матвеевич Токарев был удостоен званий Заслуженного деятеля искусств Чувашской АССР (1962) и Заслуженного деятеля искусств РСФСР (1980). Награждён Почетными грамотами Президиума Верховного Совета Чувашской АССР и РСФСР, Почетной грамотой обкома КПСС и Совета Министров Чувашской АССР, а также медалями.

## Память
- Именем А. М. Токарева названы улицы в Чебоксарах и в родной деревне; на доме, где он жил в Чебоксарах (пр. Ленина, 24), установлена мемориальная доска.[3]
- В Государственном архиве современной истории Чувашской Республики имеются документы, относящиеся к А. М. Токареву.[6]